# Гатачки угљени басен
Гатачки угљени басен који се налази у Гатачком пољу у североисточном делу Херцеговине. Ово лежиште угља које спада у синклинална лежишта, према фазама истраживања, басена подељено је на четири експлоатационе области: Западно, Централно, Источно и Јужно. Угаљ из ПК "Грачаница" користи се за снабдевање "ТЕ Гацко", а мањим делом за широку потрошњу становништва у региону.

## Положај и размештај
Гатачки угљени басен је смештен у великом Гатачком пољу и простире се на површини од око 40 км2 на надморској висини око 940 m.

## Историја
Прва сазнања о постојању угља у Гатачком пољу датирају из 1880. године, након којих је по открићу постојања угља, почела је и његова експлоатација, која је била сезонског карактера.
Методом примитивне површинске експлоатације на изданцима главног угљеног слоја 1954. године отварањем површинског копа „Врбица“ почели су први организовани радови на експлоатацији угља у Гацку. Укупна годишња производња рудника у 1950-им годинама износила је до 120.000 тона угља. Данас су на том месту остале само „рудничке јаме” испуњене водом.
Током 1960. године покренута је иницијатива за изградњу рудника, релативно великог капацитета и поред њега изградња термоелектране. Детаљна истраживања која су спроведена до 1978. године показала су да је ову идеју могућа. Након ових истраживања у западном делу гатачког поља 1982. године пуштен је у рад површински коп „Грачаница“ Гацко са годишњим капацитетом од 1.800.000 тона угља и 3.200.000 м3 јаловине.
Термоелектрана „Гацко“ пуштена је у рад 9. фебруара 1983. године.

## Карактеристике басена
Басен је изграђен од угљоносних наслага исталожених у депресији дубокој око 600 m.
Лежиште угља састоји се од четири угљена слоја:
- Главни (дебљина слоја од 11 do 25 m)
- Први подински (дебљина слоја 13,2 m)
- Други подински (дебљина слоја 10 m)
- Повлатни (дебљина слоја 40 m)

Генерални пад угљеног слоја је од 80 до 120. 

## Резерве угља
Према Елаборату о класификацији, категоризацији и прорачуну резерви угља у лежишту Гацко са стањем 31.1 децембар 2008. године, експлоатационе резерве угља Гатачког лежишта износе 245.662.079 тона (ове резерве су умањене за производњу у периоду од 2003. до 2006. год.).
Просечни пондерисани квалитет угља за Рудник лигнита „Гацко“ приказан је  у доњој табели:
| Имедијатне анализе |          |        |
| Рудник :           | Јединица | Гацко  |
| Влага              | %        | 37,97  |
| Пепео              | %        | 15,68  |
| Саг материје       | %        | 45,90  |
| Исп. материје      | %        | 27,54  |
| C-fix              | %        | 18,56  |
| Кокс               | %        | 35,71  |
| С – укупни         | %        | 1,55   |
| ДТЕ                | kJ/kg    | 10 174 |

| Хемијски састав пепела  |          |             |              |              |               |                  |
| Рудник :(угљени слој)   | Јединица | Главни слој | 1. под. слој | 2. под. слој | Повлатна зона | Просјек за басен |
| SiO2                    | %        | 15,17       | 16,8         | 37,9         | 34,92         | 22,35            |
| Fe2 O3                  | %        | 5,17        | 4,62         | 7,47         | 7,97          | 5,85             |
| Al2 O3                  | %        | 8,93        | 7,67         | 17,10        | 17,22         | 11,30            |
| TiO2                    | %        | 0,41        | 0,33         | 0,49         | 0,60          | 0,43             |
| CaO                     | %        | 51,60       | 53,96        | 21,56        | 24,20         | 42,54            |
| MgO                     | %        | 1,46        | 1,59         | 1,46         | 1,26          | 1,46             |
| Na2O+K2O                | %        | 1,12        | 0,91         | 1,18         | 1,27          | 1,11             |
| SO3                     | %        | 15,79       | 13,83        | 11,64        | 12,20         | 14,13            |
| Елементарни састав угља |          |             |              |              |               |                  |
| Угљеник C               | %        | 35,22       | 30,96        | 36,45        | 32,99         | 34,37            |
| Водоник H               | %        | 2,12        | 1,40         | 1,63         | 1,59          | 1,82             |
| Сумпор гориви S         | %        | 0,38        | 0,38         | 0,52         | 0,83          | 0,64             |
| Кисеоник + азот (O2+N2) | %        | 12,83       | 16,45        | 10,89        | 11,12         | 13,01            |

## Експоатација басена
Годишњи капацитет површинског копа за експлоатацију угља усклађен је са потребама "ТЕ Гацко". Годишњи капацитет површинског копа је 2.200.000 тона угља или 1.750.000 м3. Максимална годишња производња јаловине је 9.000.000 цм3.